# Zimți, Mureș
Zimți este un sat în comuna Ibănești din județul Mureș, Transilvania, România.